# Hermann Eisner (Unternehmer)
Hermann Eisner (geboren 24. März 1860 in Brieg, Königreich Preußen; gestorben 7. März 1927 in Berlin) war ein deutscher Schallplattenproduzent.

Hermann Eisner (Bildmitte) bei einer Aufnahme im Artiphon-Studio

## Leben
Hermann Eisner besuchte das Technikum in Brieg. 1882 wurde er zweiter Techniker der Lloyd Reederei auf verschiedenen Amerika-Linien. 1896 kam er in England erstmals mit dem Edison Phonographen in Kontakt und begann Walzen zu verkaufen. Kurz vor der Jahrhundertwende entwickelte er zusammen mit Partnern Columbia Phonographen in Deutschland weiter. 1900 gründete Eisner eine Firma, die spindellose Lyra-Phonographen baute, für diese importierte er aus den USA leere Walzen, die er in Berlin bespielen ließ.
1904 war Eisner Mitbegründer und technischer Leiter der Homophon Company, die die Homocord Grammophonplatten herstellte. 1919 gründete er mit Artiphon seine eigene Firma.